# Crioprosopus amoenus
Crioprosopus amoenus är en skalbaggsart som beskrevs av Jordan 1895. Crioprosopus amoenus ingår i släktet Crioprosopus och familjen långhorningar.
Artens utbredningsområde är Costa Rica. Inga underarter finns listade i Catalogue of Life.